# Tecniche costruttive dell'architettura gotica
L'architettura gotica vede l'utilizzo di particolari tecniche costruttive con  reimpiego e reinterpretazione di alcuni elementi costruttivi preesistenti. 

## Strutture
Gli elementi costitutivi dell'architettura sono la campata con volta a crociera  con arco a sesto acuto. La costruzione di grandi edifici attraverso l'utilizzo di campate con volta a crociera era una tecnica già diffusa nell'architettura romanica. In questo caso però le crociere erano solitamente a tutto sesto, e ciò comportava la limitazione planimetrica di impiegare esclusivamente campate a base quadrata. Inoltre la crociera a tutto sesto comporta una rilevante spinta orizzontale, e conseguentemente la necessità di rinforzare i muri perimetrali per contrastare questo genere di spinte. Con l'uso sistematico dell'arco acuto nella realizzazione delle volte a crociera si risolvono due tipi di problemi: la proiezione orizzontale della volta non è più solo quadrata ma può essere rettangolare, o al limite poligonale (come nel caso del deambulatorio di Saint Denis), e la spinta verticale dell'arco prevale su quella orizzontale, permettendo quindi una struttura più efficiente dal punto di vista statico. In questo modo è possibile realizzare edifici più alti e più ampi, a schema strutturale puntiforme, cioè con il carico verticale concentrato sui pilastri, a loro volta rinforzati all'esterno da archi rampanti e contrafforti, necessari per contrastare la spinta orizzontale (introducendo, con il loro peso concentrato, una componente verticale che "verticalizza" la risultante delle forze, moderando la tendenza al ribaltamento), elementi strutturali che assumeranno anche una connotazione estetica, dando all'esterno dell'edificio l'aspetto complesso di selva di pinnacoli. Fra un pilastro e l'altro è possibile a questo punto aprire grandi finestre, poiché la muratura non è altro che un tamponamento che non assolve nessuna funzione statica. In questo modo l'edificio può diventare luminosissimo all'interno, e l'arte della vetrata diventerà la forma più importante di espressione pittorica.

## Elementi strutturali
- Volta a crociera
- Arco acuto
- Campate prevalentemente rettangolari;
- Costoloni (o nervature) a sostegno della vela;
- Archi rampanti innestati su contrafforti
- Pilastri a fascio.
- Cleristorio
- Triforio

## Elementi distributivi
- deambulatorio o ambulacro
- cappelle radiali